# Vrede van Baden

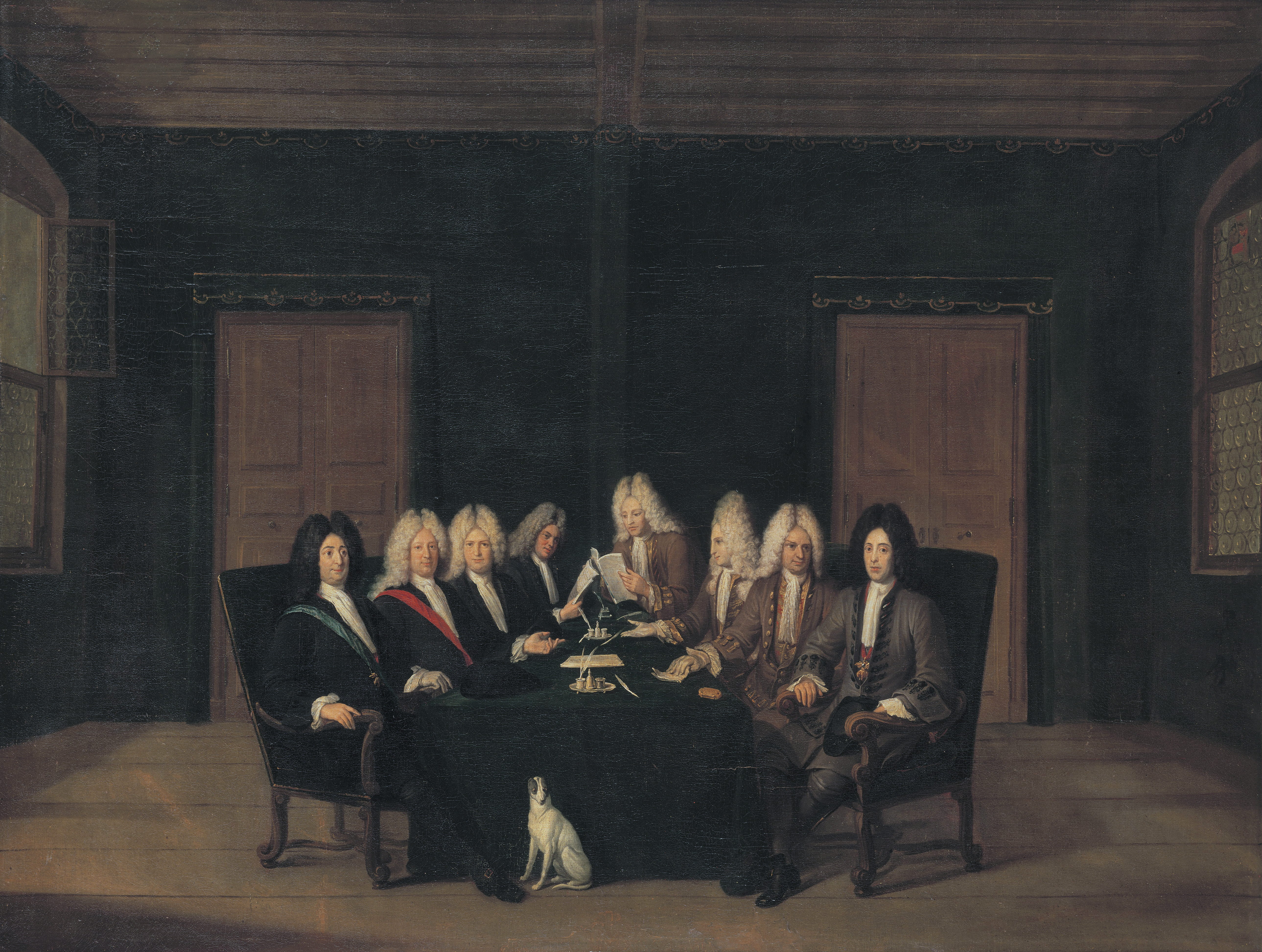
Afgevaardigden van het Badener vredescongres 1714, schilderij van Johann Rudolf Huber

De Vrede van Baden was het verdrag dat de vijandelijkheden tussen Frankrijk en het Heilige Roomse Rijk, die met elkaar in oorlog waren sinds het begin van de Spaanse Successieoorlog, beëindigden. Het werd getekend op 7 september 1714 in Baden, Zwitserland en het was een aanvulling op de Vrede van Utrecht en de Vrede van Rastatt, waarmee keizer Karel VI de Vrede van Utrecht aanvaardde namens de Habsburgse monarchie. In de Vrede van Baden werden de officieel missende vredesbepalingen tussen Frankrijk en het Heilige Roomse Rijk aanvaard, en daardoor werd het laatste van de vele conflicten van de Spaanse Successieoorlog beëindigd.
- Door het verdrag kreeg de Habsburgse monarchie ('Oostenrijk') de Zuidelijke Nederlanden en de Spaanse gebieden in Italië, dat wil zeggen Napels (nog niet Sicilië), Milaan, Mantua en Sardinië.
- Het verdrag stond Frankrijk toe de Elzas te behouden, en stond de oostelijke oever van de Rijn (Breisgau) af aan Oostenrijk.
- De keurvorsten van Beieren en Keulen werden hersteld in hun gebieden en hun posities.
- Keizer Karel VI hield de titel van koning van Spanje en het Spaanse erfgoed - dat in feite geen waarde had, omdat in Spanje de macht enkel bleef bij koning Filips V van Spanje.